# Carl Friedrich Solbrig (Unternehmer)
Carl Friedrich Solbrig (* 15. März 1807 in Reichenbach im Vogtland; † 17. März 1872 in Harthau) war ein deutscher Unternehmer und Politiker.

## Leben und Wirken

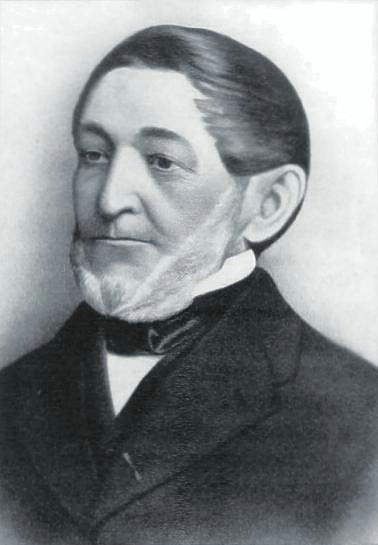
Carl Friedrich Solbrig um 1850

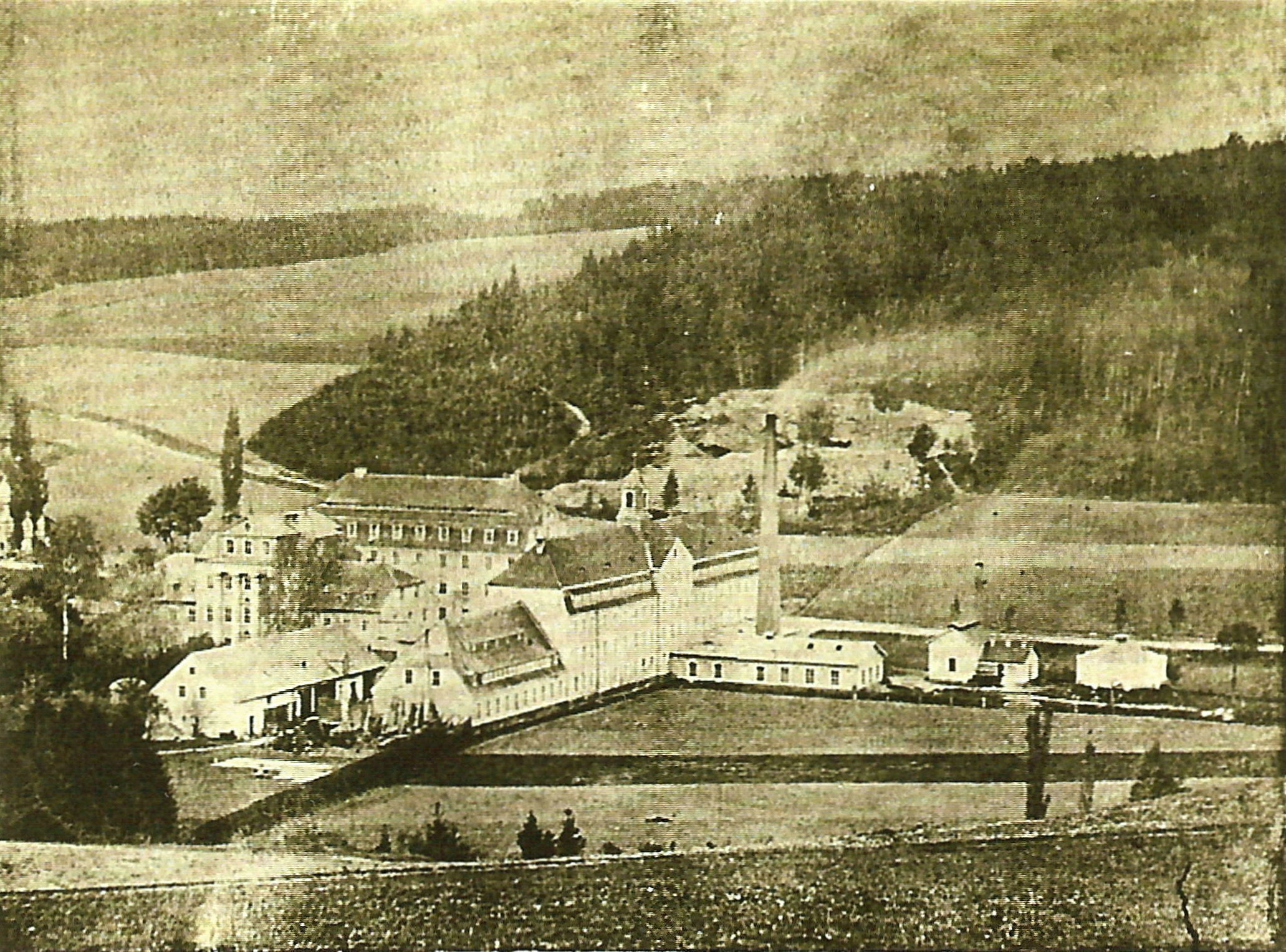
Solbrigsche Kammgarnspinnerei in Harthau 1867

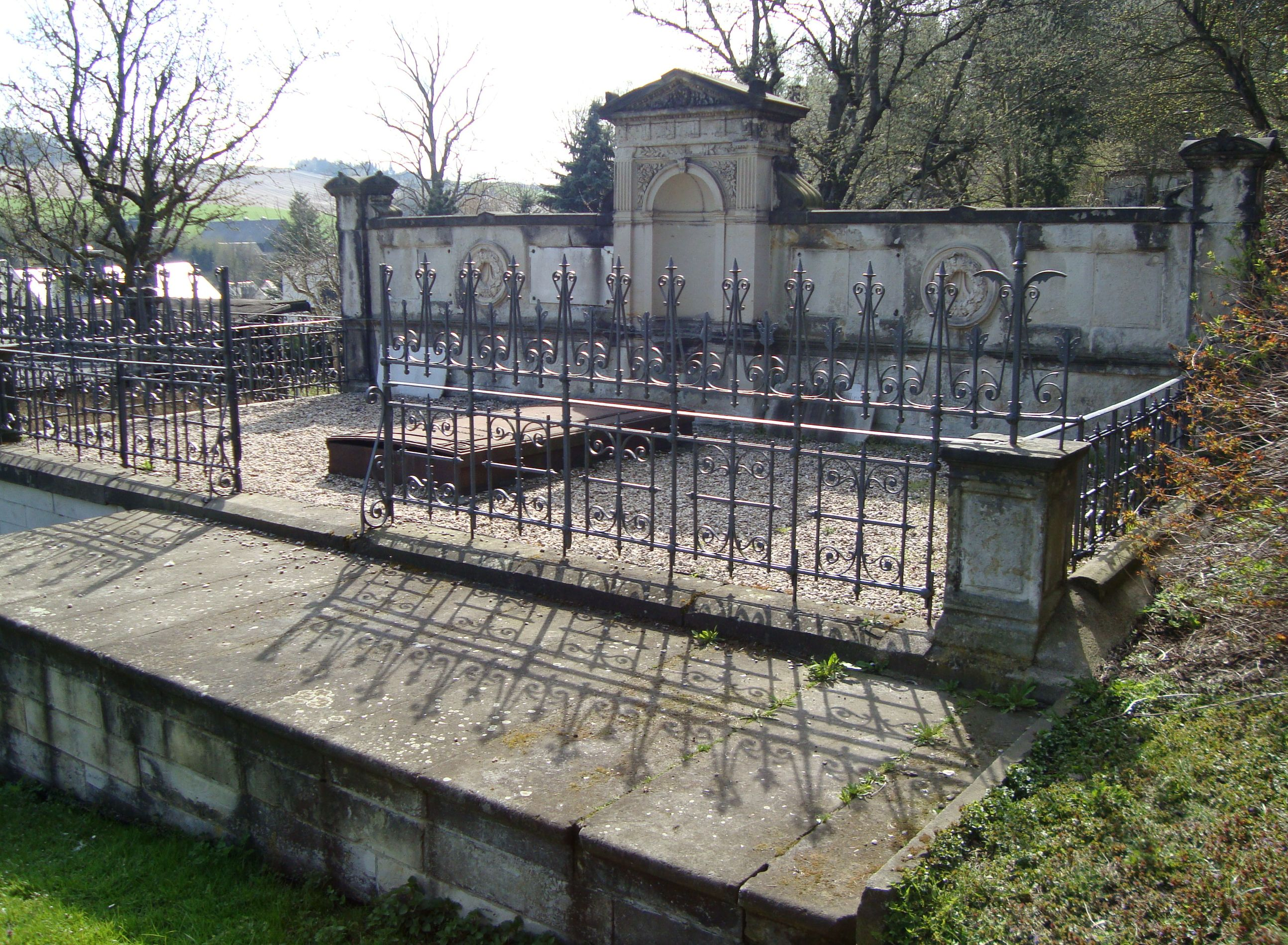
Erbbegräbnis der Familie Solbrig in Harthau

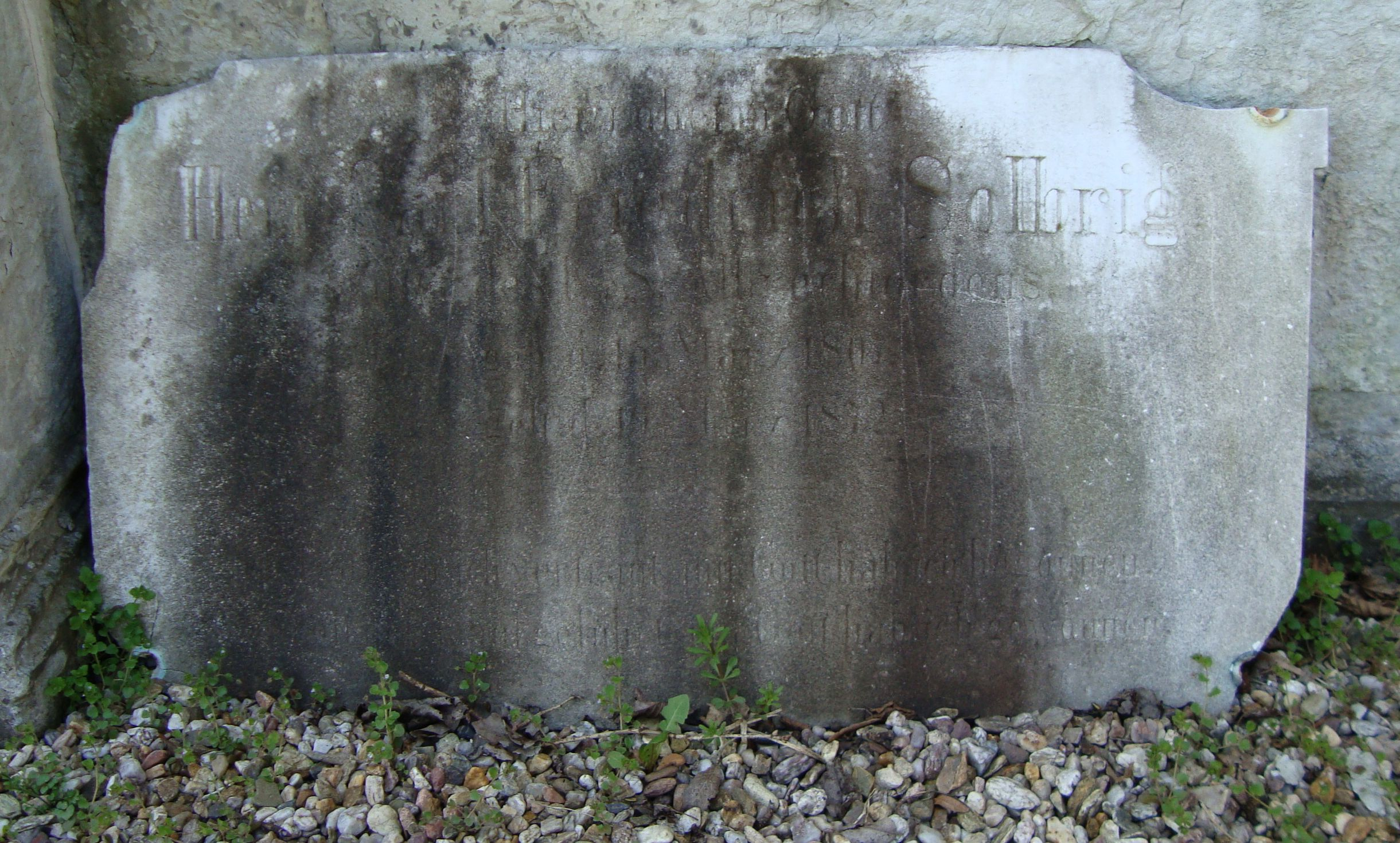
Verwitterter Grabstein für Carl Friedrich Solbrig

Der Sohn eines Webers aus dem vogtländischen Reichenbach musste bereits im Alter von sieben Jahren zum Unterhalt der Familie beitragen. Als Andrehjunge arbeitete er bis zu seiner Konfirmation in der Spinnerei von Christian Gotthelf Brückner in Mylau. Anschließend begann er eine Lehre in der Tuchmacherei und Wollkämmerei von Friedrich Glaß in Reichenbach. Nachdem er diese Lehre erfolgreich abgeschlossen hatte, arbeitete er eine Zeitlang in Gera, einem Zentrum der Wollfabrikation und Tuchmacherei. Anschließend war er als Werkmeister in der Tuchfabrik von Thum in Katharinenberg bei Reichenberg im Isergebirge tätig.
1841 kehrte der Kaufmann Solbrig in das Königreich Sachsen zurück und trat in die Spinnerei von August Kühne in Altchemnitz ein. Nach Kühnes Ausscheiden führte Solbrig das Unternehmen unter der Firmierung C. F. Solbrig weiter. Nachdem er 1849 von Carl Gottlieb Haubold die Gebäude der ehemals Bernhardschen Maschinenspinnerei in Harthau pachten konnte, verlagerte er sein Unternehmen dorthin und errichtete in den Gebäuden eine Kammgarnspinnerei. 1856 erwarb er die Grundstücke ganz. Um 1860 befanden sich in seinem Etablissement 33 Feinspinnmaschinen nebst allen erforderlichen Kämmerei- und Verarbeitungsmaschinen. Zum Betrieb dienten ein Wasserrad und zwei Dampfmaschinen. Er beschäftigte etwa 250 Mitarbeiter. Aufgrund seines vorrangigen Engagements in der Wollproduktion wird Solbrig auch als Chemnitzer „Wollkönig“ bezeichnet. Für seine Erzeugnisse erhielt er u. a. 1845 auf der Industrieausstellung in Dresden eine Silbermedaille, sowie 1850 eine silberne Medaille auf der deutschen Industrieausstellung in Leipzig, die große erste Preismedaille auf der Weltausstellung in London sowie die große Preismedaille auf der allgemeinen deutschen Industrieausstellung in München. 1867 wurde ihm vom sächsischen König das Ritterkreuz vom Albrechtsorden verliehen. Die Nachfolger seiner Textilfabrik firmierten ab 1871 als Actien-Gesellschaft Sächsische Kammgarnspinnerei zu Harthau und nach dem Zweiten Weltkrieg als VEB Kammgarnspinnereien.
Solbrig gehörte zu den Mitbegründern der Chemnitzer Aktienspinnerei am heutigen Postplatz. Um 1860 erwarb er die Spinnerei in Altchemnitz (in der Nähe der nach ihm benannten Solbrigstraße) zurück, die er zunächst als Filiale der Harthauer Fabrik betrieb, ab 1863 aber unter dem Namen C. F. Solbrig Söhne firmierte.
Von 1863 bis 1869 gehörte Solbrig als Vertreter des 14. bäuerlichen Wahlkreises der II. Kammer des Sächsischen Landtags an.
In seinem Testament stiftete er 46.000 Mark für wohltätige Zwecke, die u. a. für eine Kleinkinderbewahranstalt, ein Waisenhaus, ein Armenhaus und für Gymnasial- und Universitätsstudien verwendet wurden.
Solbrig wurde in der Familiengruft auf dem Friedhof Harthau beigesetzt.